# Batalla del puerto de Trípoli
La batalla del puerto de Trípoli fue un bloqueo naval que tuvo lugar durante la primera guerra berberisca entre los Marines de Estados Unidos y las fuerzas de Trípoli. El bloqueo duró desde octubre de 1803 hasta septiembre de 1804.
El comodoro Edward Preble había asumido el mando del Escuadrón Mediterráneo de los Estados Unidos en 1803. En octubre de ese año, Preble había iniciado un bloqueo del puerto de Trípoli. La primera acción importante del bloqueo llegó el 31 de octubre, cuando el USS Philadelphia encalló en un arrecife de coral inexplorado y la armada tripolitana capturó el buque junto con su tripulación y el capitán William Bainbridge. El Philadelphia se utilizó en contra de los estadounidenses y fue anclado en el puerto como un arma de fuego de batería.
En la noche del 16 de febrero de 1804, un pequeño contingente de marines estadounidenses capturaron un ketch tripolitano y lo rebautizaron como USS Intrepid. Dirigidos por el teniente Stephen Decatur, fueron capaces de engañar a los guardias a bordo de Philadelphia y se acercaron a este a bordo del barco capturado. Los hombres de Decatur irrumpieron en el buque y diezmaron a los marineros de guardia tripolitanos. Para completar el audaz ataque, el grupo de Decatur prendió fuego al Philadelphia para así negar su uso al enemigo. La valentía de Decatur en la acción le hizo uno de los primeros héroes militares estadounidenses desde la Guerra de la Independencia.
Preble desató un ataque total sobre Trípoli el 14 de julio de 1804 en una serie de combates inconclusivos, incluido un valiente ataque que no tuvo éxito por el recovertido en brulote USS Intrepid capitaneado por el capitán Richard Somers. El Intrepid, repleto de explosivos, intentó entrar en el puerto de Trípoli y destruir la flota enemiga, pero fue destruido, tal vez por armas de fuego enemigas antes de alcanzar su objetivo, matando a Somers y su tripulación.
Las acciones contra el puerto de Trípoli siguieron demostrando ser indecisas hasta septiembre, cuando el comodoro Samuel Barron asumió el mando del Escuadrón Mediterráneo, y cuya flota centró su atención en el apoyo a William Eaton durante el ataque de Derna.
Varios de los primeros héroes navales de los Estados Unidos sirvieron en el bloqueo, entre ellos Stephen Decatur, William Bainbridge, Charles Stewart, Isaac Hull, David Porter, Reuben James y Edward Preble. Los en conjunto denominados "Chicos de Preble" desempeñarían posteriormente un importante papel en la guerra anglo-estadounidense de 1812.